# Józef Szarawara
Józef Szarawara (ur. 26 lutego 1924 w Janowiczkach, zm. 8 lipca 2022) – profesor nauk technicznych, nauczyciel akademicki i naukowiec, działający w wielu obszarach technologii i inżynierii chemicznej, termodynamiki stosowanej oraz kinetyki i inżynierii reakcji chemicznych.

## Życiorys

### Dzieciństwo i młodość
Pochodzi z rodziny chłopskiej, w której pielęgnowano stare tradycje ludowe. Urodził się 26 lutego 1924 roku w Janowiczkach. Przed wybuchem II wojny światowej skończył szkołę podstawową i dwie klasy ogólnokształcącego gimnazjum w Miechowie (ze szkołą nie zerwał kontaktów). W okresie okupacji niemieckiej przebywał na wsi, pomagając rodzicom w prowadzeniu gospodarstwa. Samodzielnie uzupełniał wiedzę w zakresie szkoły średniej. Od 1943 roku brał udział w akcjach Tajnego Związku Młodzieży Wiejskiej "Młody Las".
Egzamin maturalny (profil matematyczno-fizyczny) zdał w Miechowie w czerwcu 1945 roku, a jesienią przystąpił do egzaminu konkursowego na Wydział Chemiczny Politechniki Śląskiej w Gliwicach. Jako student był członkiem związku studenckiego „Bratnia Pomoc” oraz do Akademickiego Związku Młodzieży Wiejskiej „Wici”, a po zjednoczeniu w 1948 roku do Związku Młodzieży Polskiej (nie należał do żadnej partii). Dyplom magistra inżyniera chemika nauk technicznych ze specjalnością technologia chemiczna nieorganiczna otrzymał w grudniu 1950 roku.

### Praca na Politechnice Śląskiej

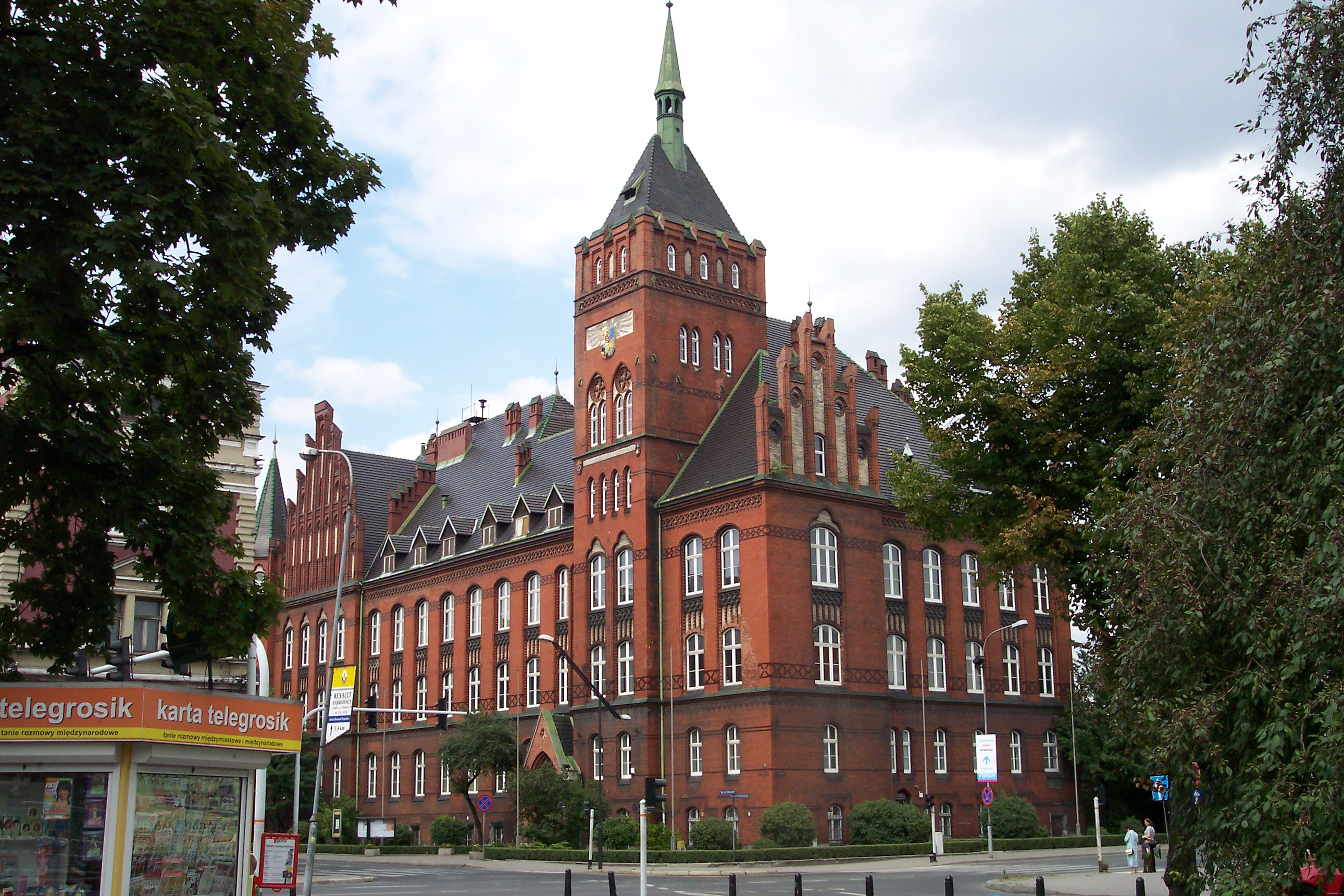
Wydział Chemiczny II PŚl

Pracę na Politechnice Śląskiej rozpoczął już przed ukończeniem studiów, w 1949 roku, w Katedrze Technologii Wielkiego Przemysłu Nieorganicznego. W latach 1954–1956 odbył tu aspiranturę naukową i wykonał pracę doktorską pt. Zastosowanie amoniaku do odzyskiwania dwutlenku siarki z rozcieńczonych gazów przemysłowych. Zagadnienia statyki układu NH3–SO2–H2O. Pracę obronił 16 grudnia 1959, uzyskując stopień naukowy doktora nauk technicznych.
W 1963 roku odbył sześciomiesięczny staż naukowy w katedrach prof. M. J. Pozina i P. G. Romankowa (Chemiczno-Technologiczny Instytut w Leningradzie), gdzie wzbogacał wiedzę o kinetyce absorpcji z reakcją chemiczną i analizie wymiarowej. W listopadzie tego samego roku uzyskał stopień naukowy doktora habilitowanego za pracę „Kinetyka procesu absorpcji dwutlenku siarki w roztworach siarczynów amonowych”.
W 1964 roku został zatrudniony na etacie docenta, początkowo w Katedrze Aparatury Chemicznej, a od 1967 roku w Katedrze Technologii Wielkiego Przemysłu Nieorganicznego. Od 1969 roku pracował w Instytucie Chemii i Technologii Nieorganicznej (utworzonym w czasie reformy szkolnictwa wyższego), w którym był kierownikiem Zespołu Technologii Nieorganicznej, a od 1984 roku – kierownikiem Zakładu Technologii Nieorganicznej. W 1974 roku odbył kilkumiesięczny staż naukowy w Katedrze Projektowania Technologicznego Politechniki Warszawskiej u prof. Stanisława Bretsznajdera, gdzie zapoznał się z problematyką inżynierii reakcji chemicznych i reaktorów chemicznych.
Tytuły naukowe profesora nadzwyczajnego i profesora zwyczajnego otrzymał w latach 1975 (decyzja Rady Państwa) i 1987 (decyzja CKK). CKK podjęło decyzję po upływie 6 lat od daty złożenia wniosku przez Senat uczelni z powodu stanu wojennego (1981–1983). Uważa się, że znaczenie miało też podpisanie przez prof. Szarawarę protestu w sprawie zabójstwa ks. Jerzego Popiełuszki (1984).

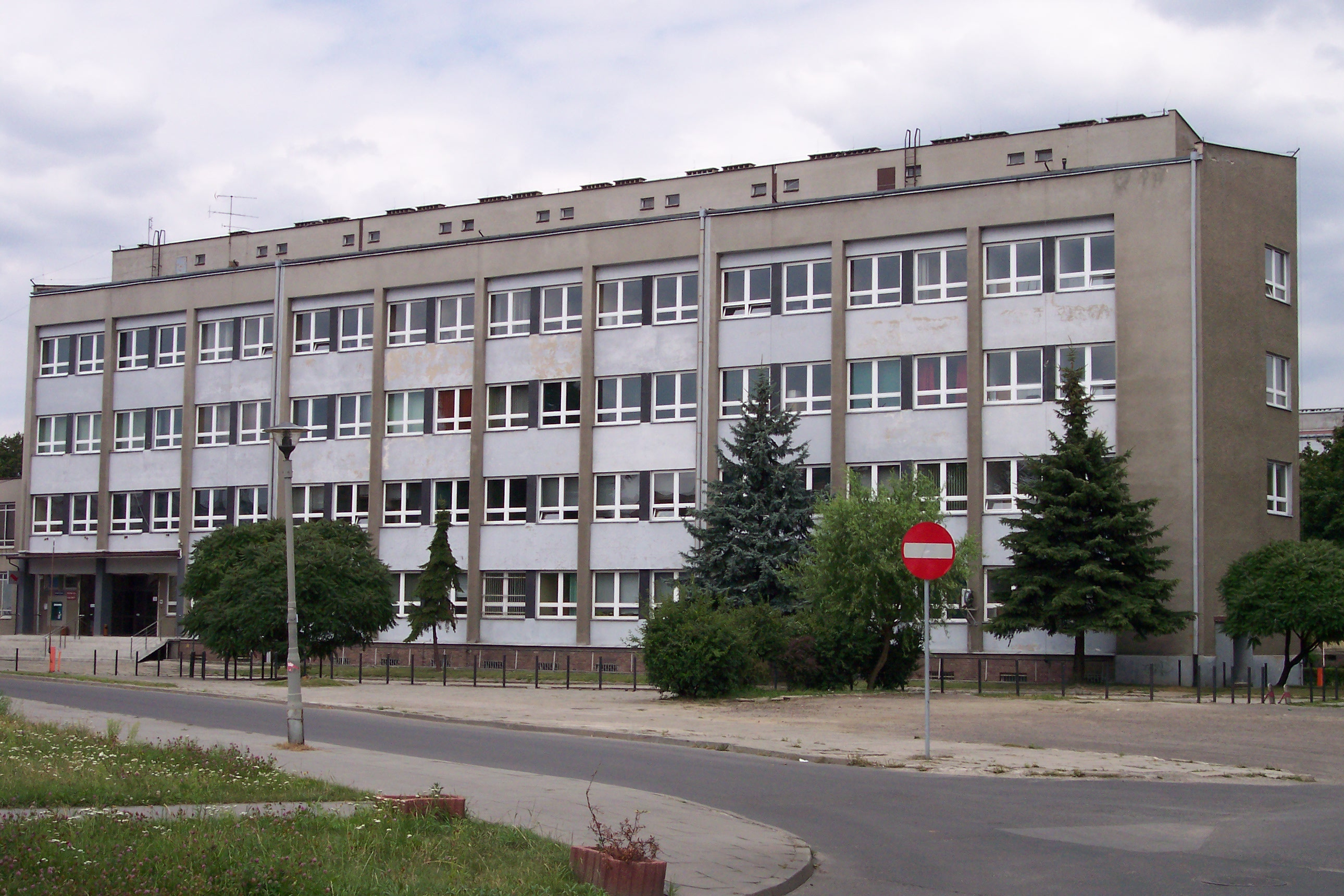
Wydział Chemiczny I PŚl

Prace badawcze J. Szarawary i jego zespołu zmierzały do rozwiązania ważnych problemów fizykochemicznych, leżących u podstaw procesów technologicznych. Spośród wykonanych prac są wyróżniane badania:
- statyki procesu wytwarzania mocznika i opracowanie modelu kinetycznego syntezy mocznika (układ równań kinetycznych, podstawa optymalizacji w projektowaniu reaktorów ciśnieniowych),
- statyki i kinetyki ciśnieniowego utleniania ditlenku do tritlenku siarki (podstawa optymalizacji w projektowaniu instalacji do przemysłowej produkcji kwasu siarkowego),
- statyki i kinetyki niskociśnieniowej syntezy metanolu (opracowanie równania kinetycznego, nadającego się do celów projektowych)
- rozkładów rzeczywistego czasu przebywania w reaktorach przepływowych, m.in. ustalenie teoretycznych równań opisujących dynamikę pracy reaktora do syntezy mocznika.

W ramach działalności dydaktycznej na macierzystej uczelni oraz innych (np. Politechnika Krakowska (1978–1981) Politechnika Częstochowska) opracował i prowadził wykłady, m.in. podstawy technologii chemicznej, termodynamika chemiczna, analiza statyki i kinetyki procesów chemicznych, inżynieria reaktorowa dla specjalności technologicznych oraz termodynamika procesowa dla inżynierii chemicznej. Był promotorem ponad 100 dyplomowych prac magisterskich i 15 prac doktorskich. W 56 innych pracach doktorskich pełnił funkcję recenzenta. Recenzował też 41 rozpraw habilitacyjnych i opracował ok. 50 opinii o dorobku naukowym w związku z ubieganiem się o stanowiska i tytuły profesorskie oraz ok. 50 ocen projektów badawczych dla KBN.

### Praca na emeryturze
W 1994 roku przeszedł na emeryturę, jednak jest nadal czynny zawodowo. Na Politechnice Śląskiej prowadzi zajęcia dydaktyczne dla doktorantów oraz uczestniczy w przygotowywaniu i realizacji programów badawczych. Opiniuje wnioski o finansowanie badań naukowych. Jest również aktywny poza macierzystą uczelnią – bierze udział w pracach SITPChem i różnych rad naukowych, w tym – rad instytutów branżowych, stanowiących naukowe zaplecze przemysłu chemicznego. Opracowuje teksty nowych podręczników akademickich i publikacji naukowych. Uczestniczy w przygotowaniach konferencji naukowych, np. organizowanych przez Instytut Podstaw Inżynierii Środowiska.

### Działalność pozauczelniana
Był lub jest członkiem Rad Naukowych:
- Instytutu Chemii Nieorganicznej, Oddział Chemii Nieorganicznej „IChN” w Gliwicach
- Instytut Nowych Syntez Chemicznych w Puławach
- Instytutu Podstaw Inżynierii Środowiska PAN w Zabrzu; (w okresie 1972–1985 był tu konsultantem naukowym i kierował kilkoma pracami doktorskimi),
- Centrum Stosowanej Chemii Nieorganicznej PAN w Policach,
- Instytutu Chemii Fizycznej PAN w Warszawie.

W Instytucie Syntezy Chemicznej w Gliwicach wykonywał prace badawcze w ramach zatrudnienia (niepełny etat w latach 1953–1961).
Był też członkiem, m.in.:
- Centralnej Komisji ds. Tytułu Naukowego i Stopni Naukowych (przez dwie kadencje),
- Sekcji Technologii Chemicznej PAN,
- Komisji Nauk Chemicznych PAN.

Od 1967 roku czynnie uczestniczy w pracach SITPChem i NOT:
- w 1967 roku zorganizował Wydziałowe Koło SITPChem na Politechnice Śląskiej i był jego przewodniczącym w latach 1968–1975,
- należał do Zarządu Oddziału SITPChem w Gliwicach, w którym zajmował się organizacją odczytów naukowych i szkoleń,
- w latach 1978–1987 był pierwszym zastępcą Prezesa Oddziału SITPChem w Gliwicach,
- jest rzeczoznawcą z zakresu technologii chemicznej i inżynierii reaktorowej przy Zarządzie Oddziału SITPChem w Gliwicach.

Szarawara aktywnie uprawia turystykę krajoznawczą, turystykę górską, narciarstwo. Bierze udział w spływach kajakowych. Interesuje się historią, filozofią, religioznawstwem, przyrodoznawstwem. Jego żona jest ekonomistką, a córka kardiologiem. Mają wnuka (absolwent Wydziału Biotechnologii na Uniwersytecie Wrocławskim) i wnuczkę (absolwentka Śląskiej Akademii Medycznej w Katowicach).

## Dorobek naukowy
Jest autorem lub współautorem 9 książek (podręczników i skryptów) oraz ponad 100 publikacji w krajowych i zagranicznych czasopismach naukowych. Jest też autorem lub współautorem ponad 70 tekstów referatów opublikowanych w materiałach konferencyjnych.
Najbardziej znanymi i cenionymi publikacjami książkowymi, które decydowały o kształcie studiów technologicznych w Polsce, są kolejne, stopniowo zmieniane i uzupełniane wydania podręcznika z 1969 roku (książki ukazały się w serii Wydawnictwa Naukowo-Technicznego w serii „Inżynieria Chemiczna”):
- „Termodynamika chemiczna” (1969),
- „Termodynamika chemiczna” (1985, wyd. 2 całk. zm.),
- „Termodynamika chemiczna stosowana” (1997, wyd. 3 zm.),
- „Termodynamika chemiczna stosowana” (2007),
- „Podstawy technologii chemicznej”, cz. 1 (1973),
- „Podstawy technologii chemicznej”, cz. 2 (1973),
- „Podstawy inżynierii reaktorów chemicznych”; współautor: Jerzy Skrzypek (1980),
- „Podstawy inżynierii reaktorów chemicznych”; współautorzy: Jerzy Skrzypek, Andrzej Gawdzik (1991, wyd. 2 uaktual.),
- „Podstawy teoretyczne technologii chemicznej”; współautor: Jerzy Piotrowski (2010).

Merytoryczny zakres publikacji naukowo-technicznych ilustruje poniższe zestawienie tytułów artykułów, zamieszczonych w czasopiśmie Przemysł Chemiczny:
- „Równowaga fazowa procesów absorpcyjnych w technologii otrzymywania sody”, Jerzy Piotrowski, Józef Szarawara, Maria Zołotajkin, Monika Przybysławska (Przemysł Chemiczny, 1993/2),
- „Badania procesu redukcji tlenków azotu gazowym amoniakiem z użyciem sorbentów węglowych”, Jerzy Piotrowski, Józef Szarawara, Stanisław Anioł (Przemysł Chemiczny, 1994/2),
- „Analiza równania trój parametrycznego w warunkach izotermicznych”, Andrzej Mianowski, Józef Szarawara, Mariusz Minkina (Przemysł Chemiczny, 2003/8-9-2),
- „Model kinetyczny procesu redukcji tlenku azotu na katalizatorze węglowym modyfikowanym niklem”, Krzysztof Jastrząb, Józef Szarawara (Przemysł Chemiczny, 2006/8-9),
- „Krajowa technologia oczyszczania spalin na sorbentach węglowych”, Józef Szarawara, Krzysztof Jastrząb (Przemysł Chemiczny, 2005/6).

## Odznaczenia, nagrody, opinie
Odznaczenia
- Krzyż Kawalerski Orderu Odrodzenia Polski (1980)
- Złoty Krzyż Zasługi (1974)
- Krzyż Batalionów Chłopskich
- Medal im. Prof. Wojciecha Świętosławskiego (1988)
- Medal Komisji Edukacji Narodowej (1992)

Ponadto otrzymał m.in. Odznakę Zasłużonego dla Politechniki Śląskiej, Medal 60-lecia Politechniki Śląskiej, Medal 50-lecia Politechniki Krakowskiej, Medal 50-lecia Politechniki Szczecińskiej, Odznakę Weterana Walk o Niepodległość (za działalność konspiracyjną) i 6 nagród ministra (za prace naukowe i podręczniki akademickie).
Stowarzyszenie Inżynierów i Techników Przemysłu Chemicznego nadało J. Szarawarze Honorową Odznakę SITPChem (1972), Srebrną Odznakę Honorową NOT (1973), Złotą Odznakę Honorową NOT (1979) oraz tytuł Honorowego Członka SITPChem.
Wyróżnienia
24 listopada 1997 Senat Politechniki Szczecińskiej, przy poparciu Senatów: Politechniki Łódzkiej, Politechniki Wrocławskiej i Politechniki Poznańskiej, przyznał prof. Józefowi Szarawarze tytuł Doctor Honoris Causa. W 2004 roku, z okazji 80 urodzin, Senat Politechniki Śląskiej nadał mu godność Honorowego Profesora Politechniki Śląskiej.
W 2010 roku odbyła się na Politechnice Śląskiej uroczystość odnowienia doktoratów po 50 latach. Uhonorowano w ten sposób prof. Mariana Taniewskiego i prof. Józefa Szarawarę. Z tej okazji wydano broszurę „Profesor Józef Szarawara – z okazji uroczystego odnowienia doktoratu po pięćdziesięciu latach”, a prof. Szarawara opublikował tekst pt. „Refleksje na temat nauki i pracy naukowej” przygotowany z okazji odnowienia doktoratu po 50 latach od jego uzyskania (Przemysł Chemiczny, 1/2011).